# Александар Римски
Александар Римски је хришћански мученик и светитељ који је пострадао почетком 4. века.

## Биографија
Александар је био војник и служио је у Риму, у пуку трибуна Тиберијана. Када је римски цар Максимијан Херкул (284-305) издао наредбу којом је грађане обавезао да одређеног дана принесу жртву у Зевсовом храму, трибун Тиберијан, је окупивши своје војнике, наређење да сви принесу ову жртву паганским боговима, али Александар је то одбио. Тиберијан је јавио цару Максимијану да међу његовим војницима има хришћанина.
По Александра су одмах послати војници, који је требало да га испоруче цару. Свети Александар је пред царем исповедио веру у Исуса Христа и одбио да се поклони идолима. Цар је покушао да заведе младића обећањем почасти, али је Александар остао непоколебљив, због чега је био подвргнут мучењу које је храбро поднео.
Максимијан је дао Александра у власт трибуна Тиберијана, који је послат у Тракију да прогони хришћане. Александар је окован и одведен у Тракију. На путу је више пута био подвргнута суровим мучењима. У граду Дризипере, Александра је Тиберијан осудио на смрт и погубио (одсекао главу).
Успомена на Александра Римљана у православљу се празнује 13 (26) маја. Мошти светитеља налазе се у цркви Светих Александра и Агапита у манастиру Светог Серафима Саровског код Пистоје, у Италији.